# Soudouré Gorou
Soudouré Gorou ist ein Dorf im Arrondissement Niamey I der Stadt Niamey in Niger.

## Geographie
Das Dorf liegt im Westen des ländlichen Gemeindegebiets von Niamey und nördlich des Dorfs Soudouré. Das Wort gorou kommt aus der Sprache Zarma und bedeutet „Trockental“. Beim Dorf verläuft das gleichnamige, in den Fluss Niger mündende Trockental Soudouré Gorou, das eine Länge von 12 km und ein Einzugsgebiet von mehr als 150 km² aufweist. Es gilt neben dem Gounti Yéna im Stadtzentrum als das bedeutendste Trockental am linken Niger-Ufer in Niamey.

## Geschichte
Bei einem Hochwasser am 5. August 2007 wurden die über das Trockental führende Brücke der Nationalstraße 1 und ein Damm von den Fluten weggerissen und später wiedererrichtet.

## Bevölkerung
Bei der Volkszählung 2012 hatte Soudouré Gorou 10 Einwohner, die in 3 Haushalten lebten.

## Wirtschaft und Infrastruktur
Beim Dorf wird Bewässerungsfeldwirtschaft betrieben.